# Чемпионат Ленинграда по футболу 1926 (ЛГСПС)
Первенство Ленинграда по футболу 1926 (ЛГСПС) стал вторым, проведенным спортивной комиссией Ленинградского губернского совета профессиональных союзов (ЛГСПС).
Он прошел параллельно и независимо от одновременно проводимого Ленинградским губернским советом физической культуры (ЛГСФК) XXXVI первенства города.
Победителем второй год подряд стала команда «Пищевкус», представлявшая союз работников пищевой промышленности.

## Организация и проведение турнира
Формально официальным руководящим губернским спортивным органом являлся Ленинградский губернский совет физической культуры (ЛГСФК), который организовывал соревнования для так называемых «районных кружков» спортивной организации под эгидой ЛКСМ, носившей название «Спартак», и некоторых команд, допущенных к соревнованиям под эгидой ЛГСФК в виде исключения («Динамо» и ряд команд, представляющих крупнейшие промышленные предприятия). Все это приводило к тому, что большинство профсоюзных спортивных организаций фактически не подчинялись ЛГСФК и зачастую игнорировали его указания и распоряжения. Это приводило к дублированию руководства, неразберихе и нарастанию конфронтации между ЛГСФК и ЛГСПС.
Основным печатным органом Ленинграда, освещавшим спортивные мероприятия, был в то время журнал «Спартак», издававшийся ЛГСФК. Вследствие конфронтации ЛГСФК с ЛГСПС, информация о соревнованиях под эгидой последнего не освещалась в журнале «Спартак». На страницах крупнейших городских газет общего профиля (Красная газета, Ленинградская правда, Смена), как и на страницах общесоюзного «Красного спорта», издававшегося в Москве, многие события спортивной жизни Ленинграда далеко не всегда отражались, либо проводились в сильно сжатом виде. В связи с чем, информации о первенстве Ленинграда по футболу 1926 года под эгидой ЛГСПС сохранилось мало.
В связи с большим наплывом участников, по сравнению с первенством прошлого года, было решено вместо одного турнира по олимпийской системе разбить всех участников на 4-5 групп по 6 кружков в каждой. В розыгрыше «Металлисты» приняли участие 3-мя кружками, «Коммунальщики», «Пищевики» и «Текстильщики» — двумя кружками, остальные профсоюзы выставили по одному кружку. Не сдавшие нормировок к соревнованию допущены не были.

## Ход турнира
Чемпионат стартовал 8 августа и продлился два с половиной месяца. Финал изначально был запланирован на 13 октября, но в связи с проведением в этот день матча между первой сборной Ленинграда со сборной Закавказья, был перенесен на 24 октября. Также в день финала был запланирован матч за 3-е место.

### Матчи первого этапа
| 23 сентября | «Коммунальщики» | 6:5 (4:3) | «Октябрьская ЖД» | Поле на пр-т 25 Октября, 98 |
|             |                 | (отчёт)   |                  |                             |

| 23 сентября | «Печатники» | 1:1     | «Металлисты» |  |
|             |             | (отчёт) |              |  |

| 23 сентября | «Транспортники» | 6:1     | «Нарсвязь» |  |
|             |                 | (отчёт) |            |  |

| 23 сентября | «Нарпит» | 9:0     | «Швейники» |  |
|             |          | (отчёт) |            |  |

| 24 сентября | «Кожевники» | ?:?     | «Пищевкус» | Поле на Международном пр-те, 92 |
|             |             | (отчёт) |            |                                 |

| 29 сентября | «Союз просвещения» | ?:?     | «Швейники» | Поле на ул. Вязовая, 26 |
|             |                    | (отчёт) |            |                         |

| 29 сентября | «Нарсвязь» | ?:?     | «Печатники» | Поле на ул. Предтеченская, 63 |
|             |            | (отчёт) |             |                               |

| 29 сентября | «Металлисты» | ?:?     | «Транспортники» | Поле Мондвора |
|             |              | (отчёт) |                 |               |

| 29 сентября | «Нарпит» | ?:?     | «Водники» | Поле на ул. Ждановка, 63 |
|             |          | (отчёт) |           |                          |

| 29 сентября | «Кожевники» | ?:?     | «Октябрьская ЖД» | Поле на ул. Ломаная, 2 |
|             |             | (отчёт) |                  |                        |

| 29 сентября | «Коммунальщики» | ?:?     | «Строители» | Поле на пр-т 25 Октября, 98 |
|             |                 | (отчёт) |             |                             |

| 29 сентября | «Пищевкус» | ?:?     | «Совторгслужащие» | Поле на Международном пр-те, 92 |
|             |            | (отчёт) |                   |                                 |

Полный перечень матчей и итоговое распределение команд по итогам первого этапа не известны. В плей-офф с 1/2 финала участвовали команды «Водников», «Металлистов», «Пищевкуса» и «Строителей».

### Плей-офф
|  | Полуфинал    | Полуфинал  |                   |   | Финал | Финал |
|  |              |            |                   |   |       |       |
|  |              |            |                   |   |       |       |
|  |              |            |                   |   |       |       |
|  | «Металлисты» | 5          |                   |   |       |       |
|  | «Металлисты» | 5          |                   |   |       |       |
|  | «Строители»  | 2          |                   |   |       |       |
|  | «Строители»  | 2          | «Металлисты»      | 2 |       |       |
|  |              |            | «Металлисты»      | 2 |       |       |
|  |              | «Пищевкус» | 4                 |   |       |       |
|  | «Водники»    | «Пищевкус» | 4                 | 1 |       |       |
|  | «Водники»    |            |                   | 1 |       |       |
|  | «Пищевкус»   | 6          |                   |   |       |       |
|  | «Пищевкус»   | 6          | Матч за 3-е место |   |       |       |
|  |              |            |                   |   |       |       |
|  |              |            |                   |   |       |       |
|  |              |            |                   |   |       |       |
|  | «Строители»  | ?          |                   |   |       |       |
|  | «Строители»  | ?          |                   |   |       |       |
|  | «Водники»    | ?          |                   |   |       |       |

1/2 финала
| 7 октября | «Металлисты» | 5:2 (2:1) | «Строители» | Стадион Таврического сада |
|           |              | (отчёт)   |             |                           |

| 7 октября | «Водники» | 1:6     | «Пищевкус» | Стадион «Динамо» (поле СПбГУ) |
|           |           | (отчёт) |            |                               |

Матч за 3-е место
| 24 октября | «Строители» | ?:?     | «Водники» | Стадион Таврического сада |
|            |             | (отчёт) |           |                           |

Финал
| «Металлисты» | 2:4     | «Пищевкус» |
| ------------ | ------- | ---------- |
|              | (отчёт) |            |

| «Металлисты»: Н.Савинцев, К.Хухтинен I, Д.Штукин, А.Васильев, И.Хухтинен, Алышев, П.Григорьев, Б.Шелагин, М.Евдокимов, П.Казаринов, Смирнов «Пищевкус»: П.Гусев, П.Бутусов, М.Юденич, Б.Борисов, Бодров, Попов, К.Егоров, М.Бутусов, Г.Архангельский, П.Антипов, А.Борисов |

### Периодика
- «Красная газета» Ленинград 1926. РНБ — primo.nlr.ru.
- «Красный спорт» Москва 1926. «Поиск по архивам» (Яндекс) — yandex.ru.
- «Спартак» Ленинград 1926. НЭБ — rusneb.ru.